# Mack Titan
Le Mack Titan est un camion lourd produit par Mack Trucks. Deux variantes sont produites: une pour le marché australien, introduite en 1995 à destination des opérateurs de trains routiers lourds, et l'autre en 2008 introduite en Amérique du Nord. Le Titan peut transporter des charges jusqu'à 200 tonnes de masse brute combinées et est livré avec de nombreuses options robustes que l'on ne trouve généralement pas sur les camions routiers.

## Australie
La cabine surélevée et le capot plus haut permettent d'utiliser des radiateurs plus grands pour améliorer le refroidissement du moteur dans les climats chauds de l'Australie.
Des rails de châssis doubles et triples très résistants supportent les charges élevées et le stress de la conduite sur des routes de terre non pavées.
Les essieux arrière proposés comprennent des options à triple entraînement et des essieux de réduction à moyeu planétaire de Renault Trucks.
Le système de freinage pneumatique est équipé d'un compresseur d'air à haut débit et de grands réservoirs d'air pour fournir de l'air à deux remorques ou plus et au démarreur pneumatique (le cas échéant).
Les tubulures d'admission d'air verticales intégrées empêchent la poussière et la saleté de pénétrer dans les filtres, ce qui prolonge leur durée de vie.
Moteurs haute puissance Cummins (ISX et Signature) et Caterpillar (C-16). Jusqu'en 2000/2001, le V8 Mack E9 de 16,4 litres était proposé avec une puissance de 455 kW (610 ch) et un couple de 2780 Nm (2050 ft-lbf).
La transmission Mack à 18 vitesses est standard, avec une option Eaton à 18 vitesses. Des transmissions auxiliaires Eaton à deux et quatre vitesses sont également disponibles pour fournir des rapports supplémentaires et une Power Tower en option.

## États-Unis
En mars 2008, le Titan a été présenté dans le magazine Bulldog. Les marchés cibles sont les applications de transport lourd dans les domaines de la construction, de l'exploitation forestière, de l'exploitation minière, des champs pétrolifères et du transport d'équipements lourds. Le modèle Heavy Duty utilise le gros bloc MP10 de 16 litres, le plus gros moteur 6 cylindres jamais construit par Mack, avec des modèles de 515, 565 et 605 chevaux (451 kW). Le 605 a un couple de 2 060 ft⋅lbf (2 790 N⋅m) à 1 200 tr/min.
Il remplacera le modèle CL, aujourd'hui retiré du service, qui servait de camion " à gros calibre " de Mack et qui était équipé du moteur Cummins ISX. Il sera équipé du MP10, qui est la version Mack du Volvo D16C. Au milieu de l'année 2017, la vente du Mack Titan a été interrompue aux États-Unis.